# La Vèze
La Vèze is een gemeente in het Franse departement Doubs (regio Bourgogne-Franche-Comté) en telt 448 inwoners (2004). De plaats maakt deel uit van het arrondissement Besançon.

## Geografie
De oppervlakte van La Vèze bedraagt 5,3 km², de bevolkingsdichtheid is 84,5 inwoners per km².
De onderstaande kaart toont de ligging van La Vèze met de belangrijkste infrastructuur en aangrenzende gemeenten.

## Demografie
Onderstaande figuur toont het verloop van het inwonertal (bron: INSEE-tellingen).